# 厂部
部為漢字索引中的部首之一，計二畫，是康熙字典214個部首中的第27個（二畫的中為第21個）。厂部構字時通常位於左上方，呈半包圍結構。一字帶「厂」且無其他部首時歸為厂部。
中文簡化字字將「廠」字（俗作「厰」）簡化為「厂」，兩字同形，因此厂部在簡化字使用者中通稱「厰字头」。但就部首表示的意思而言，兩者沒有關係。
此外，「厂」與象屋形的「广」本不同字，但兩者字形相近，在金文中就有混淆兩個部首的情況。後來由於漢字簡化和異體字的選用，中文简化字和日本新字体都有一些原屬广部的漢字歸入了厂部。

## 部首單字解釋
1. 山崖間的石穴。即巖穴。見《說文》。
2. 圓形的草舍。通「广、庵」。

## 字形

甲骨文
金文
大篆
小篆

## 名稱
- 漢語：部（拼音：hǎnbù，注音：ㄏㄢˇ ㄅㄨˋ）、厰字头（簡化字使用者中的通稱，因「厂」是「廠（厰）」的簡化字）
- 日語：、（因「厂」在日本有時被用作「雁」的俗字）
- 朝鲜語：
- 英語：Cliff radical

## 字例
| 部首外筆畫 | 字例 -{            |
| ---------- | ------------------ |
| 0          | 厂𠂆               |
| 2          | 厃厄厅历           |
| 3          | 厇厈厉             |
| 4          | 厊压厌㕂㕃㕄       |
| 5          | 𠂰厎厏㕅㕆㕇厐厑   |
| 6          | 𠩐𠩕㕈㕉厒厓厔     |
| 7          | 𠩤㕊厚厛厖厗厘厙   |
| 8          | 𠩯㕋㕌㕍厜厝厞原虒 |
| 9          | 𠩺厠厡厢厣厩       |
| 10         | 𠪊厤厥厦厧厨㕎     |
| 11         | 厪厫㕏             |
| 12         | 厬厭厮厯厰㕐㕑     |
| 13         | 𠪴𠪸厱厲㕒         |
| 15         | 厳㕓               |
| 16         | 𠫂𠫅𠫆             |
| 17         | 厴                 |
| 21         | 𠫍                 |
| 22         | 𠫏㕔               |
| 28         | 厵 }-              |